# Nationalpark Kirindy-Mitea
Der Nationalpark Kirindy-Mitea ist ein Nationalpark in der Region Menabe an der Westküste Madagaskars.
Er liegt zwischen den Flüssen Maharivo und Lampaolo und ca. 90 km südlich der nächsten größeren Stadt Morondava.

## Fauna
Im Nationalpark Kirindy-Mitea leben elf Säugetierarten, wovon zehn endemische Arten sind. Dazu gehört auch der Berthe-Mausmaki, der ausschließlich in dieser Gegend vorkommt, des Weiteren 47 Vogelarten, darunter 33 endemische, und 23 endemische Reptilien.

## Flora

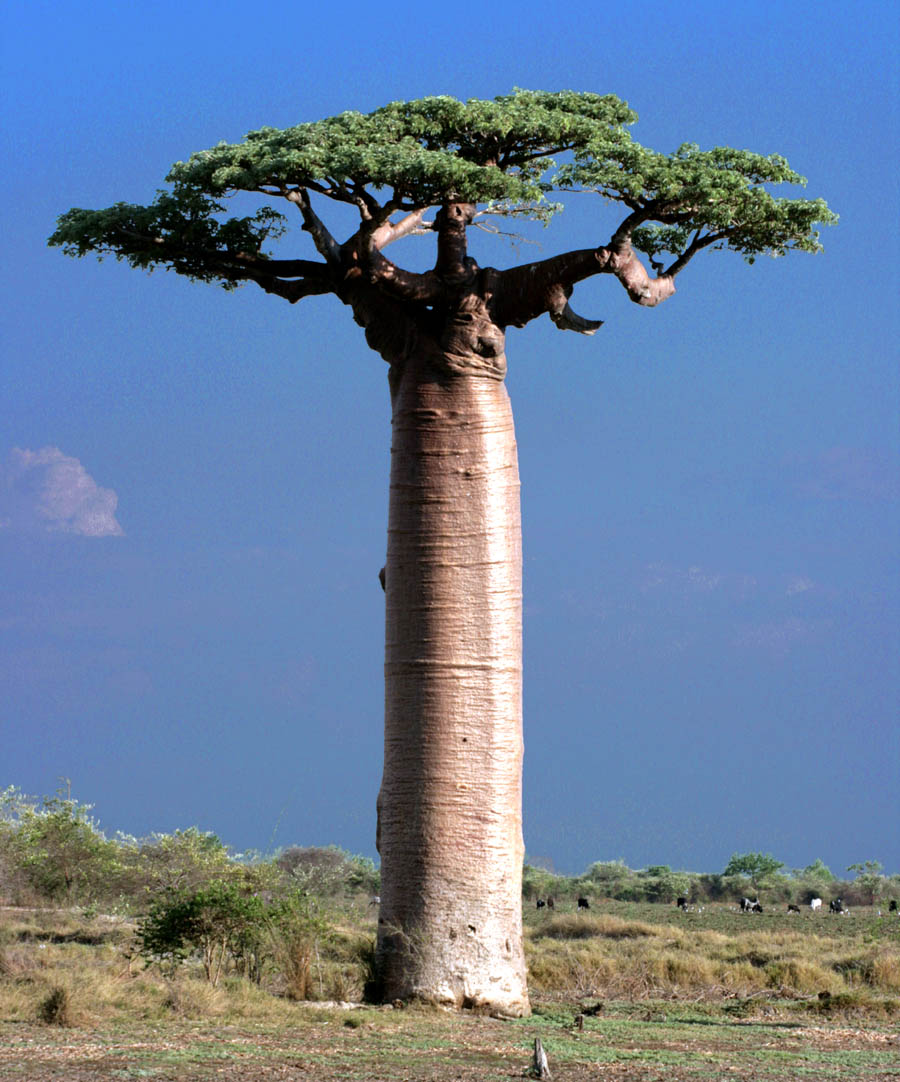
Eine nur auf Madagaskar vorkommende Art der Affenbrotbäume: Adansonia grandidieri

185 Arten sind in diesem Schutzgebiet nachgewiesen, darunter der Affenbrotbaum (Adansonia grandidieri), der bis zu 40 Meter Höhe erreichen kann, Givotia madagascariensis und Albizzia greveana, deren Holz im traditionellen Schiffbau Verwendung findet, der Colvillera racemosa und Uncarina stellulifera.